# Periscyphis albus
Periscyphis albus is een pissebed uit de familie Eubelidae. De wetenschappelijke naam van de soort is voor het eerst geldig gepubliceerd in 1997 door Erhard & Schmalfuss.